# Palestina de Goiás
Pour les articles homonymes, voir Palestina.
Palestina de Goiás est une municipalité brésilienne de l'État de Goiás et la microrégion du Sud-Ouest de Goiás.